# Taenitis diversifolia
Taenitis diversifolia är en kantbräkenväxtart som beskrevs av Holtt. Taenitis diversifolia ingår i släktet Taenitis och familjen Pteridaceae. Inga underarter finns listade.